# 山田東インターチェンジ
山田東インターチェンジ（やまだひがしインターチェンジ）は、愛知県名古屋市西区にある名古屋第二環状自動車道（名二環）のインターチェンジである。

## 概要
両方向からの出口のみを持つハーフインターチェンジである。名二環は入口収受であるため料金所はないが、ETCフリーフローアンテナが設置されている。

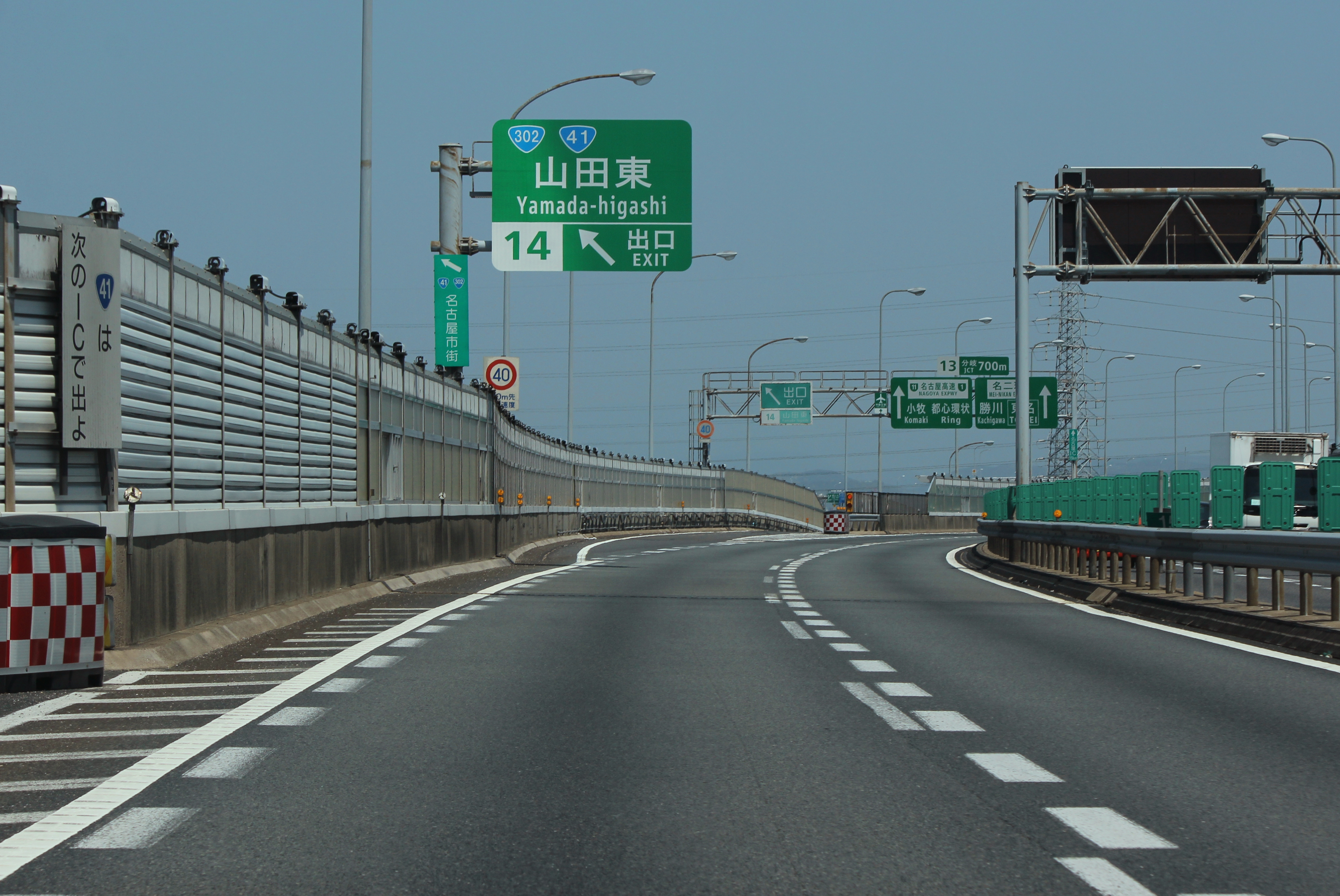
外回り（上社JCT方面）本線流出部
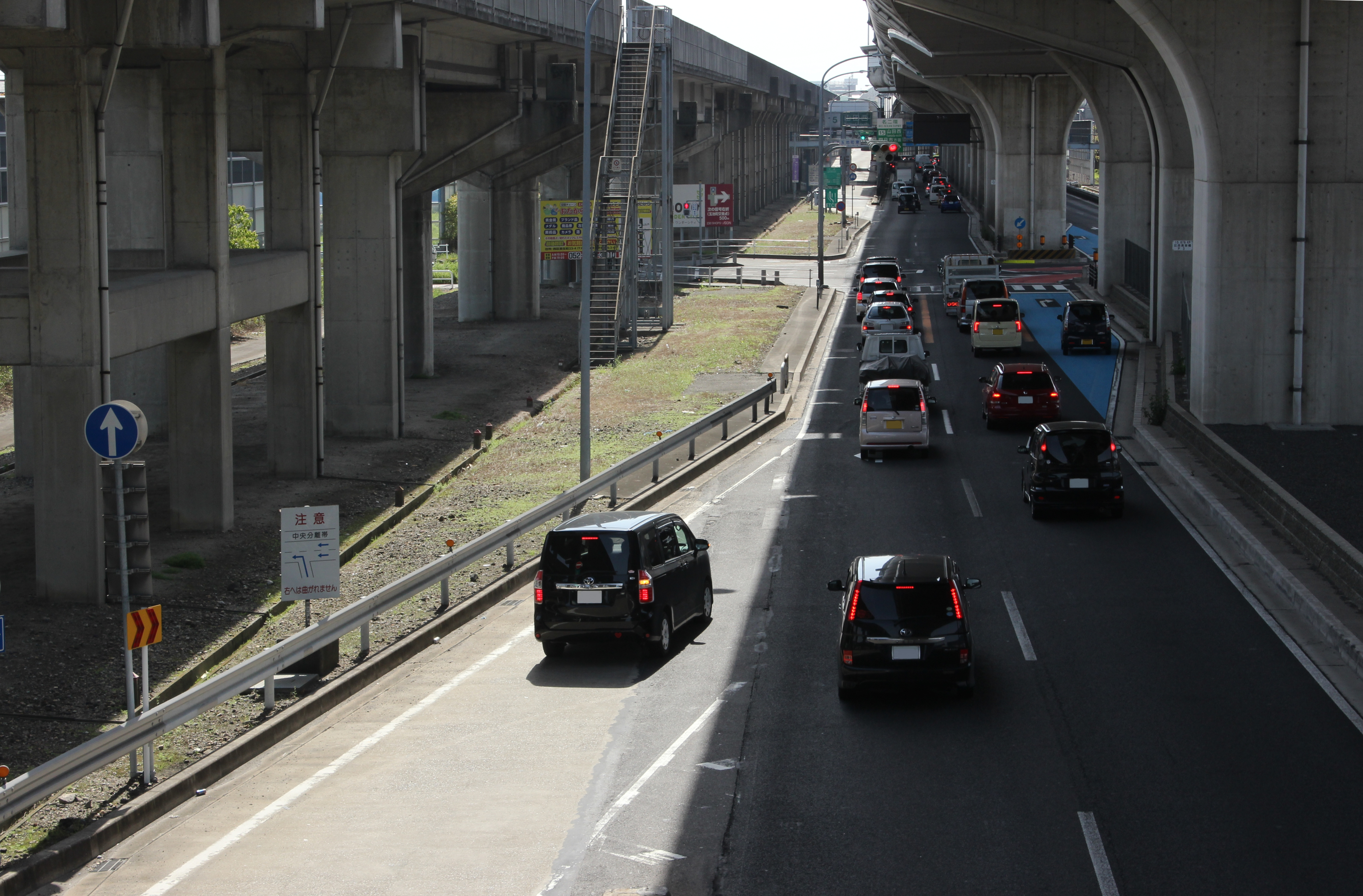
出口専用の山田東IC（画像手前側）では名古屋西JCT方面には行けないため奥の山田西ICから流入する

## 歴史
- 1991年（平成3年）3月19日 : 東名阪自動車道清洲東IC - 勝川IC間開通と同時に当ICを開設[4]
- 2011年（平成23年）3月20日 : 所属路線名称を名古屋第二環状自動車道（名二環）に変更[5]

## 周辺
上社方面出口
- 愛知県営名古屋空港
- 名古屋市中央卸売市場北部市場
- 洗堰緑地
- JR東海交通事業城北線 比良駅

四日市方面出口
- 名鉄犬山線・名古屋市営地下鉄鶴舞線 上小田井駅
- JR東海交通事業城北線 小田井駅
- mozoワンダーシティ
- 庄内緑地

## 接続する道路
- 直接接続
  - 国道302号[2]
- 間接接続
  - 国道41号（名古屋西JCT方面からの出口が連絡）[6]

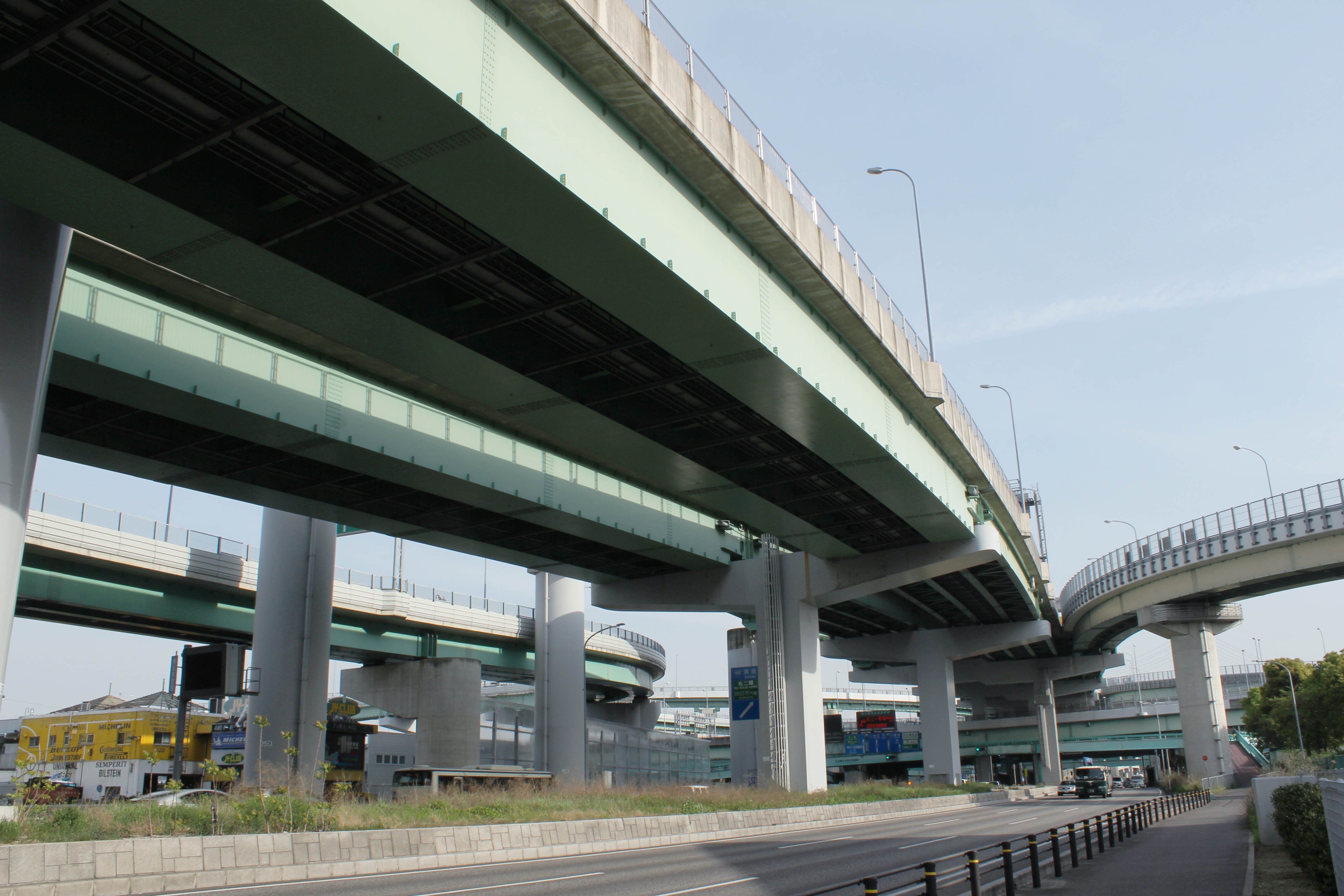
当ICは国道302号を介して国道41号に接続。直上は名古屋高速11号小牧線と楠JCT。

## 隣
C2 名古屋第二環状自動車道
(13)楠JCT - (14)山田東IC - (15)山田西IC